# Australien ved sommer-OL 1928
Australien deltager i Sommer-OL 1928. Atten Sportsudøvere fra Australien deltog i fem sportsgrene under Sommer-OL 1928 i Amsterdam. Australien kom på en nittende plads med en guld-, to sølv- og en bronzemedalje. På grund af økonomiske vanskeligheder havde Australien kun råd til at sende 10 sportsudøvere som man anslog kostede 720$ per person. Imidlertid fik de andre otte sportsfolk lov til at deltage på den betingelse af at de lykkedes dem at sikre en privat finansiering eller en fællesskabfinansiering til deres at dække deres omkostninger. Den australske cyklist, Dunc Gray, var en af dem der blev finansieret på denne måde.
Roeren Henry Pearce var flagbærer under åbningsceremonien.

## Medaljer
| 1928 Amsterdam | Guld | Sølv | Broze | Total |
| Australien     | 1    | 2    | 1     | 4     |

## Medaljevindere
| Australien ved sommer-OL 1928 i Amsterdam | Australien ved sommer-OL 1928 i Amsterdam | Australien ved sommer-OL 1928 i Amsterdam | Australien ved sommer-OL 1928 i Amsterdam | Australien ved sommer-OL 1928 i Amsterdam |
| Medaljer                                  | Udøver                                    | Sport                                     | Øvelse                                    | Resultat                                  |
| ----------------------------------------- | ----------------------------------------- | ----------------------------------------- | ----------------------------------------- | ----------------------------------------- |
| Guld                                      | Henry Pearce                              | Roning                                    | Singelsculler                             | 7.11,0                                    |
| Sølv                                      | Boy Charlton                              | Svømning                                  | 400 meter fri                             | 5.03,6                                    |
| Sølv                                      | Boy Charlton                              | Svømning                                  | 1500 meter fri                            | 20.02,6                                   |
| Sølv                                      | Dunc Gray                                 | Cykling                                   | 1000 meter tempo                          | 1.15,6                                    |